# خوج‌بالا
خوج‌بالا (به لاتین: Xucbala) یک منطقه مسکونی در جمهوری آذربایجان است که در شهرستان قوبا واقع شده است. خوج‌بالا ۱۰۹۴ نفر جمعیت دارد.